# Damernas turnering i volleyboll vid afrikanska spelen 2011
Damernas turnering i volleyboll vid allafrikanska spelen 2011 spelades 6 till 16 september 2011 i Maputo, Moçambique. I turneringen deltog åtta landslag. Algeriet vann turneringen för tredje gången genom att besegra Kamerun i finalen. Tävlingen organiserades av CAVB och de afrikanska olympiska kommittéerna samorganisation.

## Gruppspel[2]

### Grupp A
| Pos | Lag          | M | V | F | P | SV | SF | SK    | BV  | BF  | BK    | Kvalificering      |
| --- | ------------ | - | - | - | - | -- | -- | ----- | --- | --- | ----- | ------------------ |
| 1   | Kenya        | 3 | 3 | 0 | 9 | 9  | 0  | MAX   | 225 | 144 | 1,563 | Semifinal          |
| 2   | Nigeria      | 3 | 2 | 1 | 6 | 6  | 3  | 2,000 | 197 | 193 | 1,021 | Semifinal          |
| 3   | Moçambique   | 3 | 1 | 2 | 2 | 3  | 8  | 0,375 | 196 | 255 | 0,769 | Match om plats 5-8 |
| 4   | Seychellerna | 3 | 0 | 3 | 1 | 2  | 9  | 0,222 | 228 | 254 | 0,898 | Match om plats 5-8 |

| Datum       |            | Resultat |              | Set 1 | Set 2 | Set 3 | Set 4 | Set 5 | Totalt  |
| ----------- | ---------- | -------- | ------------ | ----- | ----- | ----- | ----- | ----- | ------- |
| 2 september | Kenya      | 3–0      | Seychellerna | 25–22 | 19–13 | 25–23 |       |       | 75–58   |
| 2 september | Nigeria    | 3–0      | Moçambique   | 25–20 | 25–16 | 25–17 |       |       | 75–53   |
| 3 september | Kenya      | 3–0      | Moçambique   | 25–15 | 25–11 | 25–13 |       |       | 75–39   |
| 3 september | Nigeria    | 3–0      | Seychellerna | 25–23 | 25–21 | 25–21 |       |       | 75–65   |
| 4 september | Kenya      | 3–0      | Nigeria      | 25–13 | 25–13 | 25–21 |       |       | 75–47   |
| 4 september | Moçambique | 3–2      | Seychellerna | 20–25 | 25–19 | 16–25 | 25–20 | 18–16 | 104–105 |

### Grupp B
| Pos | Lag      | M | V | F | P | SV | SF | SK    | BV  | BF  | BK    | Kvalificering      |
| --- | -------- | - | - | - | - | -- | -- | ----- | --- | --- | ----- | ------------------ |
| 1   | Algeriet | 3 | 3 | 0 | 9 | 9  | 2  | 4,500 | 268 | 200 | 1,340 | Semifinal          |
| 2   | Kamerun  | 3 | 2 | 1 | 6 | 7  | 5  | 1,400 | 269 | 259 | 1,039 | Semifinal          |
| 3   | Senegal  | 3 | 1 | 2 | 3 | 4  | 7  | 0,571 | 225 | 245 | 0,918 | Match om plats 5-8 |
| 4   | Botswana | 3 | 0 | 3 | 0 | 3  | 9  | 0,333 | 226 | 284 | 0,796 | Match om plats 5-8 |

| Datum       |          | Resultat |          | Set 1 | Set 2 | Set 3 | Set 4 | Set 5 | Totalt |
| ----------- | -------- | -------- | -------- | ----- | ----- | ----- | ----- | ----- | ------ |
| 2 september | Algeriet | 3–1      | Botswana | 25–15 | 19–25 | 25–19 | 25–16 |       | 94–75  |
| 2 september | Kamerun  | 3–1      | Senegal  | 25–14 | 19–25 | 25–23 | 25–23 |       | 94–85  |
| 3 september | Senegal  | 3–1      | Botswana | 25–14 | 20–25 | 25–17 | 25–20 |       | 95–76  |
| 3 september | Algeriet | 3–1      | Kamerun  | 24–26 | 25–11 | 25–21 | 25–22 |       | 99–80  |
| 4 september | Algeriet | 3–0      | Senegal  | 25–14 | 25–12 | 25–19 |       |       | 75–45  |
| 4 september | Kamerun  | 3–1      | Botswana | 25–21 | 25–16 | 20–25 | 25–13 |       | 95–75  |

## Sluspel[2]

### Spel om plats 1-4
|  | Semifinaler | Semifinaler | Semifinaler |          |         | Final               | Final               | Final               |  |
|  |             |             |             |          |         |                     |                     |                     |  |
|  | Kenya       | Kenya       | 1           |          |         |                     |                     |                     |  |
|  | Kenya       | Kenya       | 1           |          |         |                     |                     |                     |  |
|  | Kamerun     | Kamerun     | 3           |          |         |                     |                     |                     |  |
|  | Kamerun     | Kamerun     | 3           |          | Kamerun | Kamerun             | 1                   |                     |  |
|  |             |             |             |          | Kamerun | Kamerun             | 1                   |                     |  |
|  |             |             | Algeriet    | Algeriet | 3       |                     |                     |                     |  |
|  | Nigeria     | Nigeria     | Algeriet    | Algeriet | 3       | 0                   |                     |                     |  |
|  | Nigeria     | Nigeria     |             |          |         | 0                   |                     |                     |  |
|  | Algeriet    | Algeriet    | 3           |          |         | Match om tredjepris | Match om tredjepris | Match om tredjepris |  |
|  | Algeriet    | Algeriet    | 3           |          |         |                     |                     |                     |  |
|  |             |             |             |          |         |                     |                     |                     |  |
|  |             |             |             |          |         | Kenya               | Kenya               | 3                   |  |
|  |             |             |             |          |         | Kenya               | Kenya               | 3                   |  |
|  |             |             |             |          |         | Nigeria             | Nigeria             | 0                   |  |

#### Semifinaler
| Datum       |          | Resultat |         | Set 1 | Set 2 | Set 3 | Set 4 | Set 5 | Totalt |
| ----------- | -------- | -------- | ------- | ----- | ----- | ----- | ----- | ----- | ------ |
| 6 september | Kamerun  | 3–1      | Kenya   | 24–26 | 25–22 | 31–29 | 25–20 |       | 105–97 |
| 6 september | Algeriet | 3–0      | Nigeria | 25–16 | 25–17 | 25–19 |       |       | 75–52  |

#### Match om tredjepris
| Datum       |       | Resultat |         | Set 1 | Set 2 | Set 3 | Set 4 | Set 5 | Totalt |
| ----------- | ----- | -------- | ------- | ----- | ----- | ----- | ----- | ----- | ------ |
| 7 september | Kenya | 3–0      | Nigeria | 25–14 | 25–15 | 25–16 |       |       | 75–45  |

#### Final
| Datum       |          | Resultat |         | Set 1 | Set 2 | Set 3 | Set 4 | Set 5 | Totalt |
| ----------- | -------- | -------- | ------- | ----- | ----- | ----- | ----- | ----- | ------ |
| 7 september | Algeriet | 3–1      | Kamerun | 25–14 | 25–23 | 18–25 | 25–14 |       | 93–76  |

### Spel om plats 5–8
|  | Matcher om plats 5-8 | Matcher om plats 5-8 | Matcher om plats 5-8 |         |          | Match om femteplatsen  | Match om femteplatsen  | Match om femteplatsen  |  |
|  |                      |                      |                      |         |          |                        |                        |                        |  |
|  | Moçambique           | Moçambique           | 0                    |         |          |                        |                        |                        |  |
|  | Moçambique           | Moçambique           | 0                    |         |          |                        |                        |                        |  |
|  | Botswana             | Botswana             | 3                    |         |          |                        |                        |                        |  |
|  | Botswana             | Botswana             | 3                    |         | Botswana | Botswana               | 0                      |                        |  |
|  |                      |                      |                      |         | Botswana | Botswana               | 0                      |                        |  |
|  |                      |                      | Senegal              | Senegal | 3        |                        |                        |                        |  |
|  | Seychellerna         | Seychellerna         | Senegal              | Senegal | 3        | 2                      |                        |                        |  |
|  | Seychellerna         | Seychellerna         |                      |         |          | 2                      |                        |                        |  |
|  | Senegal              | Senegal              | 3                    |         |          | Match om sjundeplatsen | Match om sjundeplatsen | Match om sjundeplatsen |  |
|  | Senegal              | Senegal              | 3                    |         |          |                        |                        |                        |  |
|  |                      |                      |                      |         |          |                        |                        |                        |  |
|  |                      |                      |                      |         |          | Moçambique             | Moçambique             | 0                      |  |
|  |                      |                      |                      |         |          | Moçambique             | Moçambique             | 0                      |  |
|  |                      |                      |                      |         |          | Seychellerna           | Seychellerna           | 3                      |  |

#### Matcher om plats 5-8
| Datum       |          | Resultat |              | Set 1 | Set 2 | Set 3 | Set 4 | Set 5 | Totalt  |
| ----------- | -------- | -------- | ------------ | ----- | ----- | ----- | ----- | ----- | ------- |
| 6 september | Botswana | 3–0      | Moçambique   | 25–13 | 25–20 | 25–15 |       |       | 75–48   |
| 6 september | Senegal  | 3–2      | Seychellerna | 32–34 | 25–19 | 25–17 | 20–25 | 15–8  | 117–103 |

#### Match om sjundeplats
| Datum       |              | Resultat |            | Set 1 | Set 2 | Set 3 | Set 4 | Set 5 | Totalt |
| ----------- | ------------ | -------- | ---------- | ----- | ----- | ----- | ----- | ----- | ------ |
| 7 september | Seychellerna | 3–0      | Moçambique | 25–18 | 25–7  | 25–21 |       |       | 75–47  |

#### Match om femteplats
| Datum       |         | Resultat |          | Set 1 | Set 2 | Set 3 | Set 4 | Set 5 | Totalt |
| ----------- | ------- | -------- | -------- | ----- | ----- | ----- | ----- | ----- | ------ |
| 7 september | Senegal | 3–0      | Botswana | 25–15 | 27–25 | 25–14 |       |       | 77–54  |